# Преступный склад ума
«Преступный склад ума» — кинофильм.

## Сюжет
Два брата были разлучены после убийства их отца, крупного мафиози, и встретились уже взрослыми людьми. Старший пошёл по стопам отца, затаив в сердце жажду мести, а младший жил нормальной жизнью, кончил колледж и работал в ФБР. Старший убивает на глазах у младшего двух китайцев из "триад", и после этого жизнь нашего "студентика" резко меняется — за ним начинается смертельная охота. И это ещё только цветочки.

## В ролях
| Актёр          | Роль          |
| -------------- | ------------- |
| Бен Кросс      | Карло         |
| Лэнс Хенриксен | агент Уинслоу |